# Solomon’s Knot
Solomon’s Knot ist ein englisches Vokal- und Instrumentalensemble mit Sitz in London.
Solomon’s Knot wurde 2008 in London gegründet. Der künstlerische Leiter ist Jonathan Sells. Das Ensemble musiziert ohne Dirigenten und die Sängerinnen und Sänger singen auswendig. Die Singestimmen sind in der Regel doppelt besetzt und stehen vor dem Orchester. Das Ensemble trat unter anderem beim Bachfest Leipzig, beim Aldeburgh Festival, den Händel-Festspielen Halle, dem Newbury Spring Festival, den Thüringer Bachwochen, den Tagen Alter Musik Regensburg, den BBC Proms und dem Londoner Händelfestival auf.

## Tondokumente
- Lost Majesty. Sacred Songs and Anthems. Doppel-CD mit Werken von George Jeffreys (Prospero; 2024)
- Bach: Motets. Doppel-CD mit Werken von Johann Sebastian Bach und Johann Christoph Bach (Prospero; 2022)
- Magnificat. Christmas in Leipzig. CD mit Werken von Bach, Kuhnau, Schelle (Sony Classical; 2019)
- L’ospedale. DVD-Aufzeichnung einer Opernproduktion in Wilton’s Music Hall eines unbekannten Komponisten; Libretto von Antonio Abati (Eigenproduktion; 2015)[2]